# 贡川镇
贡川镇是中国福建省三明市永安市下辖的一个镇。

## 行政区划
贡川镇共辖15个行政村，分别是：

龙凤社区、观成村、岩下村、攀龙村、集凤村、延爽村、南坂村、红安村、龙大村、龙岭村、井岗村、大坂村、张荆村、洋峰村、双峰村和新发冲村。